# 아시오 광독 사건
아시오 광독 사건(일본어: 足尾鉱毒事件 아시오코우도쿠지켄[*])은 19세기 후반 메이지 시대 초기부터 도치기현과 군마현의 와타라세 천 주변에서 벌어진, 아시오 동광의 공해 사건이다. 원인 기업은 후루카와 광업(현재의 후루카와 금속)이었다.
동광 개발에 의한 매연, 광독 가스, 광독수 등 유해물질이 주변 환경에 현저한 영향을 초래했고, 1890년대부터 도치기 현 국회의원 다나카 쇼조가 중심이 되어 국가에 문제를 제기했지만, 문제의 정련소는 1980년대까지 가동되었고, 2011년 발생한 일본 동북 대지진 당시 와타라세 천 하류에서 기준치를 초과하는 납이 검출되는 등 21세기가 된 지금에까지 영향을 미치고 있는 심각한 사건이다.

## 사건 경위

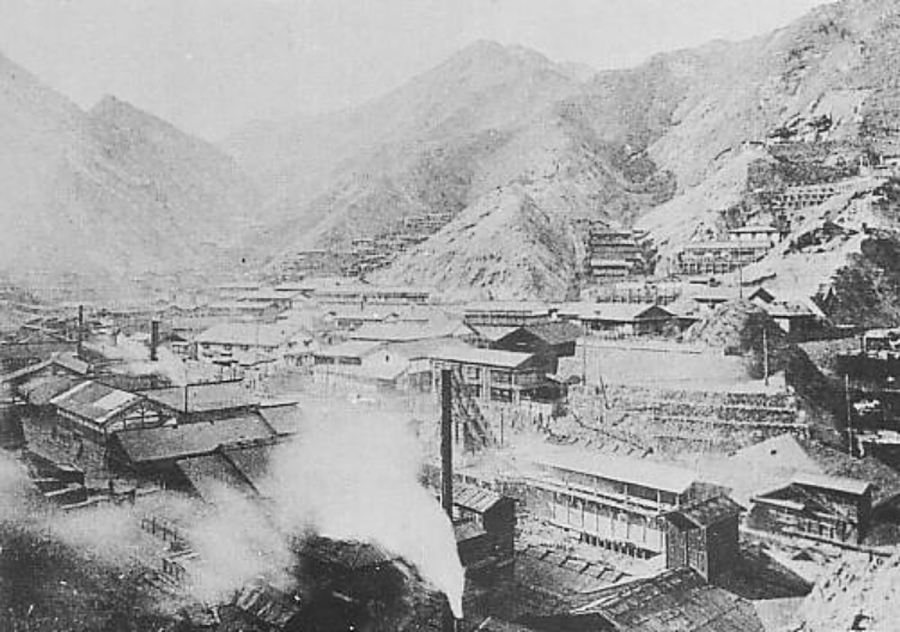
1895년경의 아시오 광산.

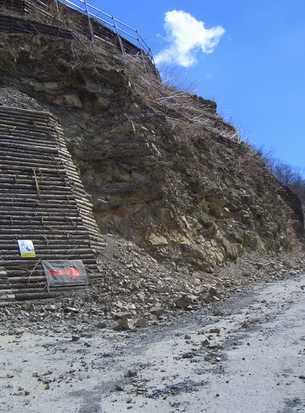
연기 피해로 인한 붕괴를 계속하고 있는 아시오의 산(아카쿠라 산기슭) 2005년 3월 촬영.

### 광산의 근대화
현재의 도치기 현 닛코 시 아시오 지역은 에도 시대부터 구리가 채굴되고 있었지만, 에도 시대 전기를 정점으로 산출량이 떨어져 에도 막부 말기에는 거의 폐광 상태가 되어 국유화되었다.
메이지 유신 후, 민간에 불하하여 1877년 후루카와 이치베가 경영하게 된다. 후루카와는 채광 산업의 근대화를 추진하여 1885년에는 대광맥이 발견된다. 또한 서구의 근대 광산 기술을 도입한 결과 아시오 동광은 일본 최대의 광산이 되어, 연간 생산량 수 천 톤을 헤아리는 동아시아 제일의 구리 산지가 되었다. 당시 구리는 일본의 주요 수출품의 하나였으며, 전국 산출량의 4분의 1을 아시오 광산이 차지하고 있었다. 그러나 정제시 연료에 의한 매연 및 정제시 발생되는 광독 가스(주성분은 이산화황), 배수에 포함되는 광독(주성분은 구리 이온 등의 금속 이온)은 인근 환경에 막대한 피해를 가져오게 된다.

### 광독 공해의 발생
광독 가스 및 그에 따른 산성비에 의해 아시오 정(당시) 부근의 산은 민둥산이 되었다. 나무를 잃고 토양을 잃은 토지는 차례차례 무너져 갔다. 이 붕괴는 21세기가 된 지금도 현재진행형이다. 붕괴한 토사는 와타라세 천 하류에 퇴적되었다. 이 때문에 와타라세 천은 아시카가시 부근에서 천정천이 되어, 아시오 산림의 황폐화와 함께 1947년 카트린 태풍 내습 당시 홍수의 주원인이 되었다.
광독 피해는 우선 1878년과 1885년 와타라세 천의 은어 대량 폐사라는 형태로 나타났다. 당시에는 원인이 밝혀지지 않았다. 때문에 8월 12일에 처음 보도한 초야 신문도 아시오 동광이 원인일지도 모른다는 식의 애매한 서술을 하고 있다. 1885년 10월 31일, 토치기 신문이 그 전해부터 아시오의 나무가 시들고 있다는 것을 보도하였다. 이 2개의 기사가 아시오 동광과 공해를 연관짓는 최초의 보도라고 생각된다.

### 피해의 확대

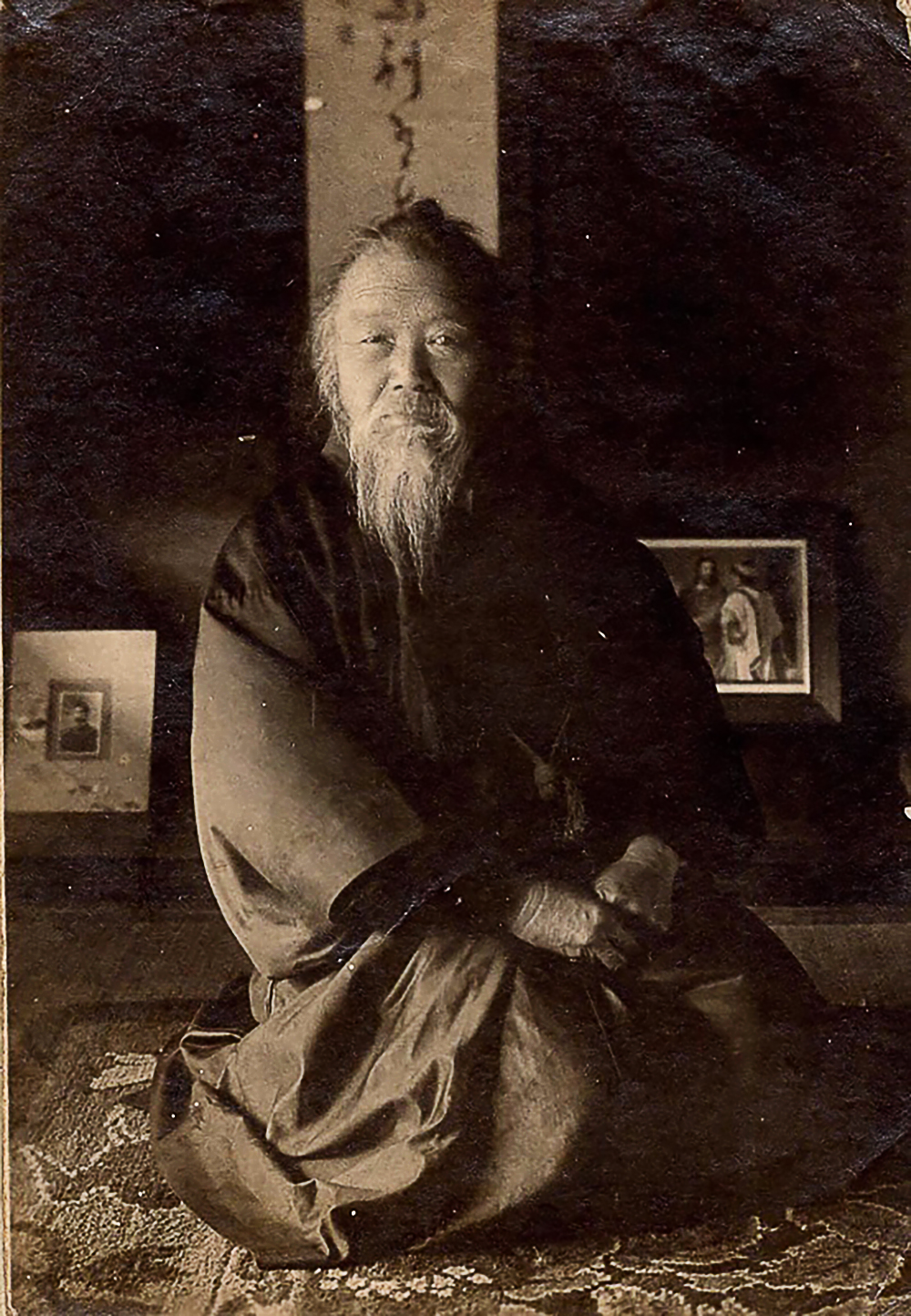
다나카 쇼조

그 이후, 와타라세 천에서 취수를 한 밭이나, 홍수 뒤 아시오에서 흘러나온 토사가 퇴적한 밭에서 벼가 타들어가는 피해가 속출했다. 이에 격분한 농민들이 몇 차례 봉기했다. 이때 농민 운동의 중심 인물로 다나카 쇼조가 유명하다. 또한 이 광독 피해의 원인은 와타라세 천 유역에만 머무르지 않고, 에도천을 거쳐 도네천을 지나 가스미가우라호 방면까지 확대되었다. 특히 1890년 8월, 1896년 7월 21일, 8월 17일, 9월 8일의 대홍수 당시 논밭에 대한 피해가 현저했다.
1892년 코자이 요시나오 등에 의한 조사 결과에 따르면, 광독의 주성분은 구리 화합물, 산화철, 황산이었다.
1901년에는 아시오 정에 인접하는 마츠키 촌이 연기 피해로 인해 폐촌이 되었다. 이외에도 마츠키 촌에 인접한 쿄조 촌, 닛타모토 촌도 이 때를 전후하여 폐촌이 되었다.
이하 대책 단락에서 후술할 공사가 1897년부터 1927년에 걸쳐 이루어지자 드러나는 광독 피해는 감소했다. 그러나 와타라세 천을 흐르는 광독이 없어진 것은 아니었다. 다른 지역과 달리 와타라세 천에서 직접 농업 용수를 쓰고 있던 군마 현 야마다 군 모리타 촌(현재의 오타시 모리타)과 그 주변에서는 다이쇼 시대 이후 반대로 광독 피해가 증가했다. 1971년에는 모리타에서 수확된 쌀에서 카드뮴이 검출되어 출하가 정지되었다. 후루카와 광업은 카드뮴 피해를 인정하고 있지 않지만, 군마 현이 이를 단정했다.

### 폐광
1973년까지 아시오의 구리는 채굴을 다하고 폐광, 공해는 감소했다. 다만 정련소 조업은 1980년대까지 이어져 광독은 그 후에도 흘러 나갔다. 1989년에 JR 아시오 선의 화물열차 운행이 폐지되면서 원료 광석의 반입량이 감소하고 광독은 더욱 감소했다고 여겨진다.
그러나 어느 시대나 과학적인 분석이 거의 되지 않아 공해의 내용이 명확하게 밝혀져 있지 않다.
명확히 알려진 광독의 양은 1972년도 일본 환경청이 아시오 정에 설치한 측정국에서의 이산화황(아황산 가스)농도로, 이 농도가 당시 환경 기준에 적합하지 않았다. 아시오 정 내 1국의 측정국 중 1국이 부적합으로, 도시 내 전 측정국의 값이 부적합한 것은 측정국이 있는 도시 가운데서도 이 해의 아시오 정 뿐이다(다만 당시의 환경백서는 광독 피해를 명시하지 않았다). 1981년 9월 7일에 아시오 정의 나카사이 정수장에서 부챌된 배수에서 기준치의 2배, 협정치의 3배가 검출되기도 했다. 이외에는 모리타 촌 광독근절 기성 동맹회 등이 독자적으로 측정한 값 등이 있다.
2011년 3월 11일, 1958년에 무너졌던 겐고로 늪 퇴적장이 다시 무너진다. 광독 오염 물질이 다시 와타라세 천으로 유하했다. 이날 발생한 일본 동북 대지진이 원인으로 생각되지만, 상세한 것은 불명이다. 이 때 하류의 농업 용수 취수 지점에서 기준치를 넘는 납이 검출되었다. 또한 퇴적장과 와타레사 천 사이에 있는 와타라세 계곡철도의 선로가 파손되어 철도가 운휴했다.
1899년의 군마 현 도치기 현 양 현의 광독 사무소에 따르면 광독으로 인한 사망자 및 사산은 추게 1064명이다. 이것은 광독 피해 지역의 사망자 수에서 출생 수를 단순히 감한 것이다. 마쓰모토 류카이는 모두 광독이 원인이라고는 말할 수 없을지도 모르지만 당시 일본의 출생 수가 많음에도 사망자 수가 많은 것은 광독과 관련이 있다고 하고 있다(실제로는 광독이 원인에 가난으로 영양 상태가 악화되어 사망한 자가 다수 포함된 것으로 생각되는데, 다나카 쇼조나 마츠모토는 이들도 광독으로 인한 사망자로 쳤다). 이 수치는 다나카 쇼조의 국회 질문에서도 사용되었다.
광독 격심지였던 당시의 아소군 우에노 촌 字船津川 지구(현 사노시 船津川 정)의 사산률은 명백히 전국 평군을 넘어서고 있는 점 역시 광독 사무소에 의해 지적되어 있다. 마쓰모토 류카이는 《아시오 광독 참상 화보》(1901년)에서 아소 군 界村字高山(현 사노 시 高山 정, 당시 인구 약 800 명)에서 5년간 병역 합격자가 불과 2명밖에 나오지 않았고(적령자는 연인원 50명) 더구나 그 합격자 중 1명도 입대 10일 후 병으로 제대했다는 일화를 소개하고 있다. 다구치 기쿠테이는 에비세 촌의 광독 피해자 전용 진료소의 의사에게 들었다는 이야기로, 경황이 없어 통계는 취하지 못했지만 한 달에 2300명이 넘는 환자를 진단했고, 그 중 절반이 눈병을 앓고 있었는데, 이것은 지질이 영향을 미친 결과일 것이라고 그 의사가 추측했다는 것을 사토 요시스케 편 《망국의 축도》(1902년)에서 소개하고 있다. 또한 야나카 촌 촌민이었던 시마타 宗三는 자신의 아버지와 할아버지가 광독수를 마시고 위가 상하여 사망했다고 주장하였다.

## 정부의 광독 대책
1891년부터 다나카 쇼조가 국회에서 자주 질문했음에도 불구하고 정부는 적극적으로 광독 대책을 실시하지 않았다. 1891년 간행된 아즈마 촌민들의 광독 기록집 《아시오 동광 광독·와타라세 천 연안 사정》을 발간 직후 발매 금지시키는 등 언론 탄압이 주요 대책이었다.

### 제1차
1897년, 광독 피해 지역의 농민들이 대거 도쿄에 진정(당시 표현으로는 밀어내기押出し)을 하는 등 여론이 높아지자 그해 3월, 정부는 아시오 동광 광독 조사 위원회를 설치해 몇 차례 광독 예방령을 내렸다. 특히 대규모인 것은 1897년 5월의 제3차 예방령으로, 후루카와 측에 배수 여과지·침전지와 퇴적장의 설치, 굴뚝에 탈황 장치의 설치를 명령했다. 이것들 모두 수십일의 기한을 주고, 단 하나라도 늦어지는 경우에는 폐광시키겠다는 것이었다. 후루카와 측은 당시 귀했던 전등 등을 활용해 24시간 체제로 공사를 실시한 결과 모두 기한 내에 댈 수 있었다.
그러나 이들 장치는 만족스럽지 못했다. 정부는 오랫동안 이러한 예방령에 따른 공사와 후술할 와타라세 천의 개수 공사(1927년 준공)로 광독 문제를 해결하려고 했지만, 1993년의 《환경백서》에서는 당시 대책이 불충분했고 근본적 해결이 되지 못했음을 인정했다.
구체적으로, 여과지와 침전지가 1898년에 붕괴하여 또다시 하류로 광독이 흘러 나왔다. 굴뚝의 탈황 장치도 당시의 기술 수준으로는 기능하지 못하여 효과가 없는 것에 가까웠다. 퇴적장에서 광석 부스러기가 유출되는 문제는 이미 1902년의 제2차 광독 조사 위원회에서 지적되었다(그러나 제2차 광독 조사 위원회는 그것을 별로 문제삼지 않았다).
피해민의 일부는 광독 예방 공사의 효과가 없는 것으로 간주하고 다시 반대 운동이 일어났다. 세 번째(1898년 9월)와 4번째(1900년 2월)의 대거 상경 청원 행동을 결행, 4차 행동에서는 농민 측과 경찰 측이 충돌해 대거 체포자가 발생했다(가와마타 사건). 그 이듬해(1901년) 가을에는 공사의 효과가 나타나기 시작해 농지가 많이 회복되고 있다고 신문에서 보도했다. 예컨대 10월 6일자 《도쿄 아사히》에서는 “극심한 피해 지역을 제외하고는 매우 풍작”이라고 나와 있다. 다만 이러한 보도에 대해서는, 당시 언론의 취재 능력상 와타라세 천 연안 전역을 조사했다고 볼 수 없고, 일부 지역의 정보에만 바탕을 한 것이라는 지적이 이루어지고 있다.
제1차 광독 조사 위원회는 이외에도 광독 피해민에 대한 세금 면제를 시행했다. 이는 농민들의 요구를 받아들인 것이지만, 이 조치 때문에 선거권을 잃은 사람이 속출(당시에는 일정액의 직접세를 상납하지 않으면 선거권을 얻지 못했다), 누구도 입후보하지 못하여 촌장이 뽑하지 못하는 마을이 나오는 등 폐해가 발생했다.

### 제2차
히비야에서 다나카 쇼조가 메이지 천황에게 아시오 광독 사건에 대해 직소했지만 경비 경관에게 붙잡혀 실패했다. 그러나 도쿄 시내는 발칵 뒤집혀 호외도 실리고 직소의 내용이 널리 알려졌다. 다나카의 직소 후 학생들이 잇달아 단체로 아시오 견학을 가는 등 여론의 열기에 당황한 정부는 1902년에 제2차 광독 조사 위원회를 설치했다. 이 위원회는 1903년, 1897년의 예방령 후에는 광독은 감소했다고 결론짓고 홍수를 막기 위해 와타라세 천 하류로 광독 침전용 대규모 ‘유수지’를 만들어야 한다는 보고서를 제출했다. 그러나 제2차 광독 조사 위원회는 전술한 대로 예방령에 의한 공사로 광독이 감소했다고 결론지었지만, 광독이 사라졌다는 조사 결과는 없다.
조사회의 결론은 “작물에 피해를 주는 구리 성분은 예방 공사 전의 잔류분으로, 현재 조업에 의한 것은 적다고 보아 후루카와 광업의 책임을 해제했다”고 했지만, 1903년 10월에는 “피해 지역의 벼는 풍작”이라는 이야기에 다나카 쇼조가 “피해지 풍작의 실태”라는 제목의 연설을 하고 다녔다.
이 연설에서 쇼조는 “풍작의 원인은 결단코 공사의 효과가 아니다. 작년의 대홍수에 의한 산사태로 새 흙이 피해 농지에 겹쳐졌기 때문이다.”라고 항변했다. 이 설은 2006년 현재 일본 국토교통성도 지지하고 있다.
그러나 군마 현 야마다 군 측의 광독 피해는 이때 반대로 증가했다. 이유는 불명이지만, 다이쇼 시대에 제련 방법이 부유선광법으로 변경된 데 따라 와타라세 천을 흐르는 광석 부스러기의 알이 잘게 되어 부유한 채 강을 흐르게 되었기 때문에, 상류의 와타라세 천 우안에 많이 유입되어 퇴적되었다고 생각하는 연구자가 있다. 군마 현 측의 광독 피해 및 광독 반대 운동에 대해서는 후술한다. 이때 광독이 줄어든 것처럼 보도된 것들은 광독 초기에는 야마다 군은 광독 격심지로 보지 않았기 때문에 언론이 취재차 방문하지 않았기 대문이라고 생각하는 연구자가 있다.
제2차 광독 조사회 보고서에 따라 도치기 현, 군마 현, 사이타마현, 이바라키현의 경계에 광독 침전용 와타라세 유수지가 만들어졌다. 당초에는 사이타마 현에 만들 예정이었으나 거센 반대로 도치기 현으로 예정이 변경되었다. 이 땅은 원래 농업을 주된 산업으로 하고 있던 도치기 현 시모츠카 군 야나카 촌이었다.
야나카 촌에는 다나카 쇼조가 살고 있고, 공해 운동의 거점이 되고 있었기 때문에 이 운동을 날려 버리기 위한 결정이라고 하겠다. 야나카 촌은 이에 격렬히 저항하여 주변의 후지오카 정과 합병안을 부결시켰다. 야나카 촌은 1906년에 강제 폐촌되어 후지오카 정에 합병되었다. 또 와타라세 천의 하천 공사도 이 때 이루어졌다.
1910년부터 1927년에 걸쳐 야나카 촌을 유수지로 하고 와타라세 천의 흐름의 방향을 바꾸는 등 대규모 하천 공사로 인해 홍수는 감소했다. 그러나 아시오의 산에서 유출되는 토사가 하류에 퇴적되는 것은 멈추지 않았다. 또 하류 지역에서의 광독 피해가 줄어들었을 뿐 새로운 광독의 유출이 소멸한 것은 아니었다. 정부가 이러한 당시 대책들이 불충분했음을 인정한 것은 전술한 대로 1993년이었다.

### 전후
1947년의 카트린 태풍 이후 정부는 와타라세 천 전역에 제방을 만들었다. 이 제방 공사는 20년 정도 걸렸다. 제방 준공 이후 와타라세 천에서 대규모 홍수는 없었다.
토사의 유출을 막기 위해 1960년, 아시오 정에 사방댐인 아시오 댐이 만들어졌다. 부피 500만 입방미터로, 도네천 수계의 사방댐으로서는 최대였다. 또한 일본에서도 최대급의 사방댐이라고 한다. 2003년 현재 퇴사율은 67%.
와타라세 천의 치수와 수도권의 수도 공급을 주 목적으로 한 다목적 댐, 쿠사키 댐이 와타라세 천 상류의 군마 현 세타 군 아즈마 촌에 만들어졌다(1977년 준공). 이 댐은 광독 대책을 목적으로 하지는 않았지만, 참의원 의원 콘도 에이이치로(당시)가 상공위원회에서 질문한 결과, 이 댐에 대해서 “수질 보전에 특히 유의”하는 것으로 된 바 있다. 광독을 하류로 흘리지 않도록 하기 위한 반원통형 복합 롤러도 채용되었다. 이 댐은 상시 수질 검사가 행해져 결과가 수시로 공표되어 있지만, 그런 다목적 댐은 일본에 거의 없다. 준공이 동광 폐광 후인 점도 있어 수질 검사에서 이상한 값은 많이 검출되지는 않았다.
1976년 7월 30일, 군마현, 도치키 현의 기류시, 오타시와 후루카와 광업 사이에 공해 방지 협정이 체결되었다. 다만 후술할 모리타 지구 광독근절 기성동맹회는 이 협정에 참가를 거부했다. 이 협정에 근거하여 수질 검사 등이 이루어지고 있으며, 광독 피해 지역 농지의 토지 개량도 공해 방지 협정 체결 후에 열렸다(후술).
또한 협정에 근거해 수질 검사 결과 강우시의 퇴적장의 수질이 환경기준을 넘고 있는 것이 있음을 군마 현이 2005에 지적하였다.

## 식림 치산 사업
황폐해진 아시오 지구의 삼림을 복원하기 위해, 1897년 당시 농상무성에 의해 아시오에 식림이 선고되었으며, 이후 2006년 현재에 이르기까지 치산사업이 계속되고 있다. 다만, 메이지 시대와 쇼와 초기에는 숲이 이루어지지 않은 때가 각각 몇 년씩 있었다.
치산 사업에 소요된 비용(황폐지 복구 비용)은 마에바시 영림서(현재의 관동 삼림관리국 군마 삼림관리서)에 따르면
- 1897년 ~ 1899년 31,111엔
- 1906년 ~ 1912년 405,917엔
- 1914년 ~ 1926년 99,590엔
- 1927년 ~ 1940년 163,484엔
- 1947년 ~ 1975년 1,659,574,000엔

이었다(1976년 이후에도 식림 사업이 이루어지고 있다). 마에바시 영림서의 치산 사업은 국유림을 대상으로 이루어지고 있다. 이외에도 도치기 현이 1958년경부터 따로 민유지에 치산 사업을 벌이고 있다. 도치기 현이 식림하고 있는 사유지는 대부분 후루카와 기계금속의 소유지이다. 세금을 들여 사유지에 대규모 식림을 실시하는 것에 비판도 있다.
1988년에 마에바시 영림서가 아시오 지구의 사방 사업에 사용한 금액은 2억 9400만 엔이며, 도치기 현은 5억 8500만 엔을 썼다.
1999년에 건설성이 아시오 지구의 치산사업에 쓴 금액은 20억 3000만 엔이며, 도치기 현은 8억 엔, 임야청은 2억 5000만 엔을 썼다.
이외에도 후루카와 광업은 1960년에 국유림 복구에 대한 협력금으로서 정부에 약 360만 엔을 지불했다. 이것은 1957년 ~ 1960년 분으로 지급되며 그 이전의 부분에 대해서는 시효가 지났다는 해석이 되었다.

## 후루카와 측의 주장
아시오 광독 사건에 관해서는 주로 피해자 측의 시점에서 기술되지만, 중립성을 확보하기 위해 후루카와 측의 주장도 병기한다. 단, 후루카와 측이 직접 광독에 관해 언급하는 예는 매우 적다. 후루카와 측의 직접적인 문헌에서 광독에 관한 언급이 많은 문서로는 후루카와 광업이 간행한 《창업 100년사》(創業100年史, 1976년)가 있으며, 후루카와 광업은 광독이라는 말은 쓰지 않고 ‘광해’(鉱害)라는 말을 쓰고 있다.
이에 따르면 1740년에 이미 와타라세 천 연안에서 광독으로 인한 세금 면제가 나와 있는 것이 당시의 문헌에서 확인할 수 있고, 광독은 후루카와가 경영하기 전부터 존재했다고 주장했다. 또한 당시에는 압력이 있어서 문헌에는 남아 있지 않지만 1821년에 광독 피해가 있었다는 연구도 소개했다.
후루카와 측의 주장에 따르면 제1차 광독 조사회에 의해 광독 방지령에 따른 공사와, 다이쇼 시대까지 열린 와타라세 천의 치수 공사로 광독은 “일단 해결을 보았다”고 한다. 그 당시에 마치야바 양언보통수리조합 등이 광독을 언급한 것에 대해서는 기술이 없다.
겐고로 늪 퇴적장 붕괴 사고 후의 모리타 지구 광독근절 기성동맹회와의 협상에 대해서는(그 이전부터 광독 문제에 관해서는) “항상 긍정적인 자세로 대처해 왔다”고 주장했다. 후루카와 측이 시효의 성립을 주장한 것 등에 대해서는 언급이 있다. 1974년의 조정에서 광독 문제에 대해서는 “마침표를 찍었다”고 말하고 있지만, 후루카와 광업이 카드뮴 오염에 관한 책임을 인정하지 않는 데 대한 언급은 없다(1976년에 맺어진 공해 방지 협정에 대한 언급도 없지만, 협정이 이루어진 해와 이 문헌이 발행된 해가 같은 해이므로 편집상 실리지 않았을 가능성도 있다).

## 이 사건을 다룬 매체
소설
- 《암흑고지》(暗黒告知), 고바야시 큐조
- 立松和平 《독――풍문·다나카 쇼조》(毒――風聞・田中正造) 마이니치 출판문화상 수상 (도쿄서적, 1997년)
- 《신산》(辛酸), 다나카 쇼조와 아시오 광독 사건(田中正造と足尾鉱毒事件), 시로야마 사부로

영화
- 《광독》(鉱毒) 일본 1976년
- 《광독비가》(鉱毒悲歌) 일본, 1980년대
- 《찢어지게 가난하다 ― 다나카 쇼조와 들에서 절규하는 사람들》(赤貧洗うがごとし　―　田中正造と野に叫ぶ人びと) 일본, 2006년

만화
- 《왕도의 개》, 야스히코 요시카즈

## 같이 보기
- 토네가와 천 동천사업
- 농용지의 토양오염 방지 등에 관한 법률
- 환경기본법
- 수질오염방지법
- 토양오염대책법
- 오염자 부담 원칙
- 토양 오염
- 지하수 오염
- 미나마타병
- 이타이이타이 병
- 환경기준
- 카드뮴
- 다나카 쇼조 기념관
- 다나카 쇼조
- 백성귀족

## 참고 자료
- 待矢場両堰普通水利組合『待矢場両堰々史』（1922年）
- 内水護『資料足尾鉱毒事件』（1971年）
- 古河鉱業『創業100年史』（1976年）
- 渡良瀬川鉱毒根絶毛里田期成同盟会『祈念鉱毒根絶の碑』（1977年）
- 東海林吉郎、菅井益郎『通史足尾鉱毒事件 1877-1984』（1984年）
- 佐野市郷土博物館『田中正造と足尾鉱毒』（1988年）
- 板橋信次郎『毛里田村を主とする鉱毒記録抜き書き』（1992年）
- 布川了『田中正造と足尾鉱毒事件を歩く』（1994年）ISBN 4-938640-61-9
- 待矢場両堰土地改良区『待矢場両堰土地改良区史』（1996年）
- 広瀬武 『公害の原点を後世に-入門・足尾鉱毒事件』（2001年）ISBN 4-88748-067-9
- 砂川幸雄『直訴は必要だったか』（勉誠出版、2004年）ISBN 4585053166
- 高崎哲郎『百折不撓―鉱毒の川はよみがえった』（2004年）ISBN 4-7972-2622-6
- 太田市『環境白書 平成16年度』（2004年）
- 田中正造大学出版部『救現』1号～9号（1986年～2005年）ISBN 4-88748-117-9（9号のもの）
- 群馬県『平成17年版 環境白書』（2005年）
- 渡良瀬川研究会『田中正造と足尾鉱毒事件研究』1号～14号（～2006年）ISBN 4-88748-146-2（14号のもの）
- 立松和平『毒――風聞・田中正造』毎日出版文化賞受賞（東京書籍、1997年）
- 林竹二『田中正造の生涯』毎日出版文化賞受賞（講談社新書）
- 城山三郎『辛酸』（1979年）